# Bloedgroepdieet
Het bloedgroepdieet gaat uit van de veronderstelling dat de bloedgroep bepalend is voor het al dan niet verdragen van bepaalde voedingsstoffen (met name lectines) en dat daarom ook de voedingsbehoefte gedefinieerd kan worden per bloedgroep.
Hoewel het idee niet origineel van hem is, heeft de Amerikaanse arts Peter d'Adamo met het boek "Eat Right 4 Your Type" (1996) het bloedgroepdieet (althans zijn interpretatie ervan) brede bekendheid gegeven. Het boek werd in meer dan 60 talen verkocht en er werden meer dan 7 miljoen exemplaren verkocht. 
De theorie van het bloedgroepdieet is gebaseerd op het idee dat naarmate volkeren zich over aarde verspreidden, de bloedgroep zich langzaam aanpaste aan het leef- en voedingspatroon van de mens (onder andere jager-verzamelaar, nomade, veehouder), zodat uiteindelijk verschillende bloedgroepen ontstonden. Volgens d'Adamo zou met name het vermogen om lectines te verwerken sterk verschillen tussen de verschillende bloedgroepen. Lectines zijn eiwitten in peulvruchten en granen. Deze lectines zouden verantwoordelijk zijn voor samenklontering van bloedcellen. Volgens de theorie van het bloedgroepdieet zou het lichaam worden belast wanneer men niet het voedingspatroon zou aanpassen aan de bloedgroep. Op termijn zou dit aanleiding geven tot allerlei aandoeningen. 
Zo dient iemand met, volgens de principes van het bloedgroepdieet, bloedgroep 0 koolhydraten te mijden en zo wordt zuivel alleen goed verdragen door personen met bloedgroep B en AB. Dit zijn slechts enkele voorbeelden.
Het bloedgroepdieet is op veel wetenschappelijke kritiek gestuit, omdat er diverse veronderstellingen aan ten grondslag liggen die allerminst breed gedeeld worden. Zo gaat d'Adamo onterecht uit van de veronderstelling dat bloedgroep O de oudste bloedgroep is, dat is echter bloedgroep A. Bovendien is er geen wetenschappelijke basis voor een connectie tussen bloedgroep en voeding; bloedgroepen hebben weinig te maken met de biochemie van voedingsstoffen.
Een analyse van wetenschappelijk onderzoek naar op bloedgroep gebaseerde diëten vond geen bewijs voor de stelling dat deze diëten de gezondheid positief beïnvloeden.